# Alexandra Canal
Alexandra Canal är ett vattendrag i Australien. Det ligger i delstaten New South Wales, i den sydöstra delen av landet, nära delstatshuvudstaden Sydney.
Runt Alexandra Canal är det i huvudsak tätbebyggt. Genomsnittlig årsnederbörd är 1 380 millimeter. Den regnigaste månaden är februari, med i genomsnitt 200 mm nederbörd, och den torraste är juli, med 36 mm nederbörd.